# Laura Tonke
Laura Maori Tonke, född den 14 april 1974 i Berlin i Tyskland, är en tysk skådespelerska.

## Filmografi
- 1991 - Ostkreuz
- 2002 - Junimond
- 2004 - Farland

## Fotnoter
1. ↑  filmportal.de, Filmportal-ID: dc2b1bb93b1741928684fbe54b7c6d58, läst: 9 oktober 2017.[källa från Wikidata]
2. ↑  Munzinger Personen, Munzinger person-ID: 00000025709, läst: 9 oktober 2017.[källa från Wikidata]
3. ↑  Gemeinsame Normdatei, läst: 11 december 2014.[källa från Wikidata]
4. ↑  Deutsche Synchronkartei, Deutsche Synchronkartei röstskådespelare-ID: 9567, läst: 29 december 2021.[källa från Wikidata]
5. ↑  läs online, www.sr.de .[källa från Wikidata]